# Seleção Montenegrina de Handebol Feminino
A Seleção Montenegrina de Handebol Feminino é a representante do país de Montenegro nas competições de Handebol. A seleção conquistou a medalha de prata nos Jogos Olímpicos de Verão de 2012.

## Títulos
- Campeonato Europeu (1): 2012